# Uniwersalny żołnierz: Regeneracja
Uniwersalny żołnierz: Regeneracja (tytuł oryg. Universal Soldier: Regeneration, tytuł alternat. Universal Soldier: A New Beginning) – amerykański fantastycznonaukowy film akcji powstały w 2009 roku jako sequel kultowego Uniwersalnego żołnierza (1992).
Światowa premiera filmu odbyła się 1 października 2009 r. w Stanach Zjednoczonych podczas Austin Fantastic Fest. Projekt wydano w kinach na Bliskim Wschodzie i w Azji Południowo-Wschodniej, w pozostałych regionach świata jego dystrybucji podjęto się wyłącznie na rynku DVD.
Gwiazdorzy kina akcji, Jean-Claude Van Damme i Dolph Lundgren – znani już ze swoich ról w filmie Uniwersalny żołnierz, powtórzyli je i w tym obrazie. W 2012 powstał sequel filmu.

## Fabuła
Terrorysta grozi wysadzeniem Czarnobyla, jeśli nie zostaną spełnione jego nacjonalistyczne żądania. W USA powstaje specjalistyczna jednostka tzw. Uniwersalnych Żołnierzy, której przewodzi Luc Devereaux.

## Obsada
- Jean-Claude Van Damme – Luc Deveraux
- Dolph Lundgren – Andrew Scott
- Andrej Arłouski – NGU
- Mike Pyle – kapitan Kevin Burke
- Garry Cooper – dr. Porter
- Corey Johnson – Coby
- Kerry Shale – dr. Colin
- Aki Avni – generał Boris

## Odbiór
Film spotkał się głównie z negatywnymi opiniami krytyków. Jedną z nich wygłosił Pablo Villaca, recenzent czasopisma Cinema em Cena, który, pomimo iż docenił kreację aktorską Jeana-Claude’a Van Damme’a, zbeształ Dolpha Lundgrena za jego występ, a film określił jako „głupi w koncepcji i wykonaniu”.
Film nie odniósł sukcesu pod względem finansowym. Na 14 lutego 2010 r. zyski z ogólnoświatowej dystrybucji projektu wyniosły 819 931 dolarów.

## Informacje dodatkowe
- Film nakręcono w Bułgarii, między innymi w Sofii.
- John Hyams, reżyser, jest synem Petera Hymsa, autora zdjęć (także zajmującego się reżyserią filmów, kilkukrotnie zresztą współpracującego z Jeanem-Claude’em Van Damme’em we wcześniejszym etapie swojej kariery).